# Canon de Newton
Le canon de Newton est une expérience de pensée d'Isaac Newton, utilisée par celui-ci pour énoncer sa conjecture selon laquelle la gravitation est la composante majeure du poids ou force de pesanteur.
Elle apparaît dans A Treatise of the System of the World, ouvrage de Newton paru à Londres en 1728.
Elle a été popularisée par l'Astronomie populaire, ouvrage de vulgarisation scientifique de Camille Flammarion paru en 1880 et traduit en anglais dès 1894, ainsi que par De la Terre à la Lune, roman populaire d'aventure et d'anticipation de Jules Verne paru en 1865.
La page de l'ouvrage de Newton contenant le diagramme est une des images gravées sur les Voyager Golden Records, disques embarqués à bord des deux sondes spatiales Voyager, lancées en 1977 et situées respectivement (19 septembre 2014) à plus de 15 milliards (Voyager 2) et 19 milliards (Voyager 1) de kilomètres de la Terre.

## Description

Vitesse initiale nulle

Trajectoire balistique parabolique

Satellisation du boulet sur une orbite elliptique

Newton imagine un canon placé au sommet d'une montagne de très haute altitude et tirant des boulets.
Plus la vitesse initiale impartie au boulet augmente, plus la distance parcourue par celui-ci augmente.
Il existe un premier seuil à compter duquel la vitesse initiale impartie au boulet est telle que celui-ci cesse de décrire une trajectoire balistique parabolique pour être satellisé sur une orbite circulaire.
Lorsque la vitesse initiale impartie au boulet est supérieure à ce premier seuil, le boulet est satellisé sur une orbite elliptique dont l'excentricité croît avec la vitesse initiale.
Il existe un second seuil — la vitesse de libération — à compter duquel la vitesse initiale impartie au boulet est telle que celui-ci cesse d'être satellisé pour suivre une trajectoire orbitale parabolique.
Lorsque la vitesse initiale impartie au boulet est supérieure à ce second seuil, le boulet suit une trajectoire hyperbolique.